# Cacique Alonso Xeque
Cacique Alonso Xeque fue un Cacique indígena de Tamalameque en el Magdalena. (Colombia, siglo XV)

## Biografía
Bautizado con el nombre de Alonso. Fingió ayudar a la expedición de Juan Gallegos, capitán de Gonzalo Jiménez de Quesada, mientras clandestinamente convocó a 20 000 indios guerreros, los cuales, en más de 3 000 canoas, cercaron a los españoles matando a 120 de 150 de ellos, en la Batalla de Zazare.

## Homenajes
El Ejército Nacional de Colombia creó el Batallón de Apoyo y Servicio Para Combate Nº 2 "Cacique Alonso Xeque" en Barranquilla (Atlántico), perteneciente a la Primera División.